# Rue Lafayette (Grenoble)
Pour les articles homonymes, voir Rue La Fayette.
La rue Lafayette est une voie publique de la commune française de Grenoble. Elle est située, dans sa majeure partie, dans le quartier Notre dame.

## Situation et accès

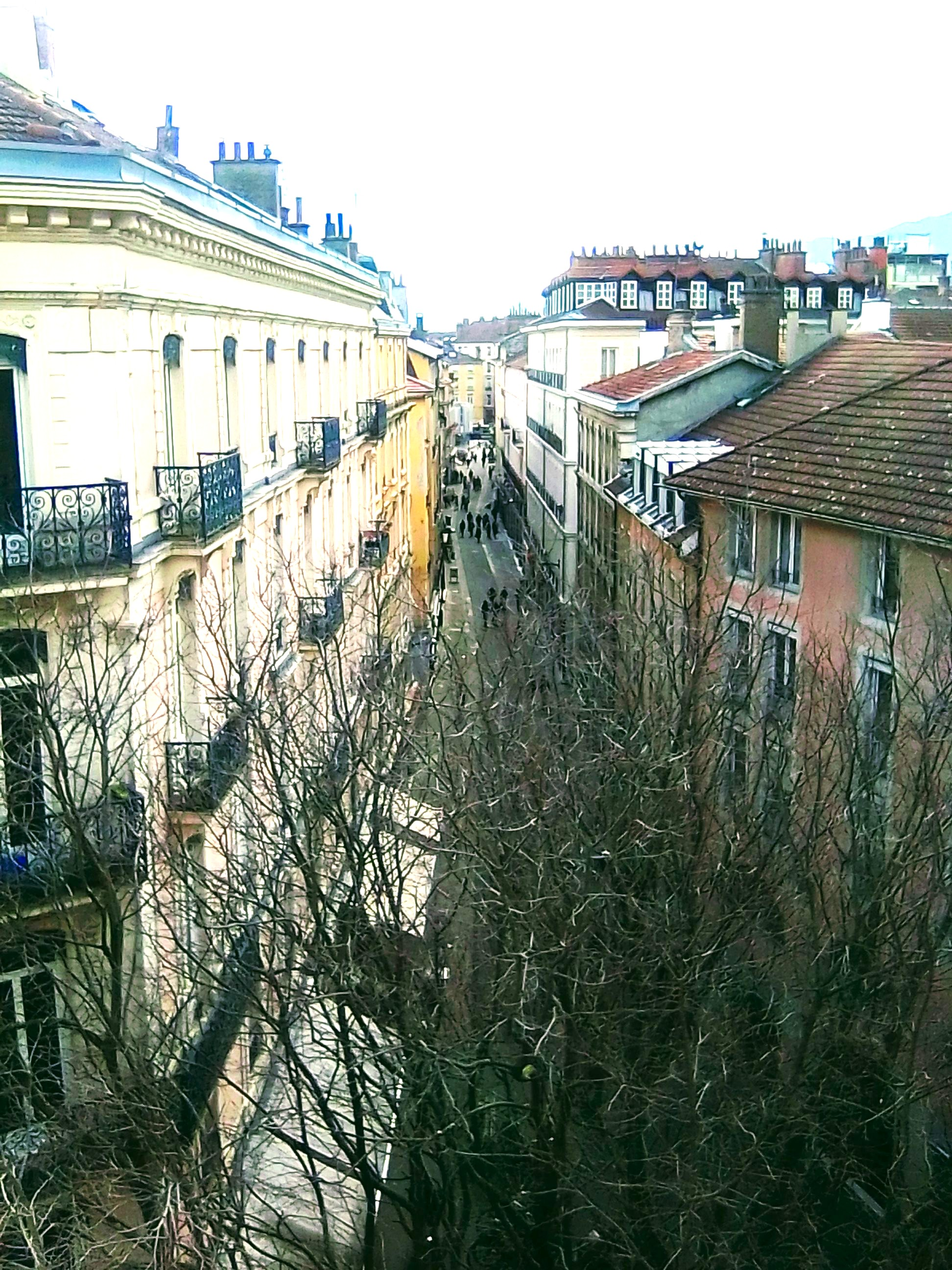
Rue Lafayette depuis un immeuble de la rue Barnave

Cette rue appartient au quartier ancien et piétonnisé de la ville correspondant en majeure partie à l'intérieur de ce qui fut l'enceinte médiévale, elle est essentiellement commerçante.
La rue Lafayette commence au niveau de la place aux Herbes (emplacement de la halle du marché aux herbes), dans le quartier Notre-Dame et se termine rue Raoul-Blanchard, par le No 24 (emplacement du magasin de l'enseigne Monoprix), dans le quartier de l'hyper-centre.
La rue Lafayette est accessible à pied depuis n'importe quel point de la ville. Elle est desservie par les lignes A, B  et D du réseau de tramway de l'agglomération grenobloise. La station la plus proche (située à l'angle de cette rue et de la rue Raoul Blanchard) se dénomme Hubert Dubedout - Maison du Tourisme.

## Origine du nom

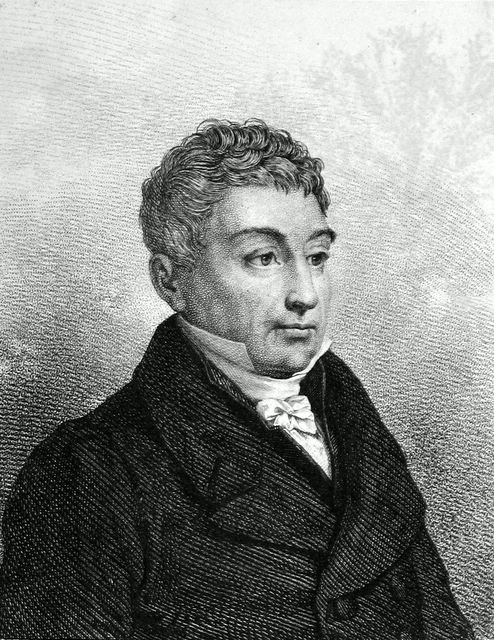
Le marquis de La Fayette

Cette rue a été dénommée ainsi en hommage au général Gilbert du Motier de La Fayette, héros français de la guerre d'indépendance des États-Unis et principal artisan de la Révolution française.

Lors de son passage à Grenoble, le 17 août 1829 (bien avant la création de cette rue), le marquis de La Fayette rendit hommage à la population de la ville considérée comme un des berceaux de la Révolution française, en prononçant ces mots prononcés à l'occasion d'un banquet, : 
« Ici flottèrent le premier pavillon de la liberté, le premier signal de l'égalité politique ; ici se trouverait au besoin une ancre de salut. Puissent toutes les prospérités se réunir dans la belle contrée de l'Isère et sur l'illustre métropole du patriotisme dauphinois. »

## Historique

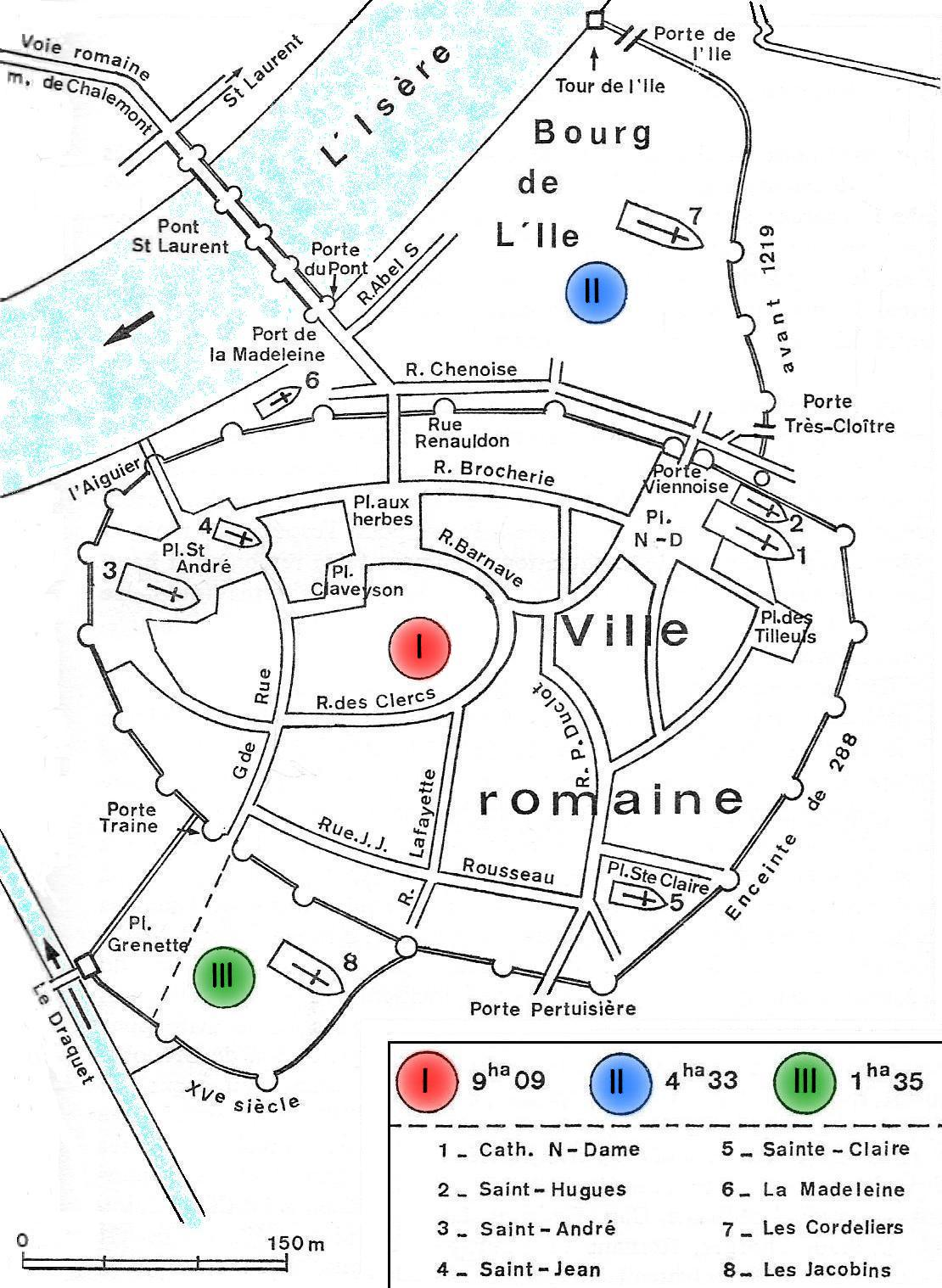
Plan de Grenoble au XIIIe siècle. L'enceinte romaine du IIIe est volontairement représentée dans sa totalité, mais les deux extensions du XIIIe vont faire détruire une partie de celle-ci.

La création de la rue Lafayette date du XIXe siècle mais celle-ci correspond historiquement à un ensemble de rues plus anciennes, dont:
1. l'ancienne rue dauphine qui correspond à la partie comprise entre la rue Bournolens (actuelle rue Jean-Jacques-Rousseau) et la rue du lycée (actuelle rue Raoul Blanchard) et qui longeait durant le XVIIe siècle le couvent des Jésuites
2. l'ancienne rue Paillerey qui correspond à la partie comprise entre la rue Bornolens et la rue des Clercs.
3. le prolongement de ces deux rues en 1860 par la démolition d'immeubles entre la rue des Clercs et la rue Perollerie (actuelle rue Barnave). En 1875, la rue fut prolongée jusqu'à la place aux Herbes, entrainant la maison natale de du révolutionnaire Antoine Barnave (1761 - 1793) qui se situait alors au 5, rue de la Perrolerie (correspondant approximativement à l'actuel carrefour de la rue Barnave et de la rue Lafayette)

Les trois tronçons ont formé la rue Lafayette, ainsi baptisée dès 1831, en souvenir du passage du général dans la ville, deux ans auparavant.
Au début des années 1970, la municipalité prend la décision de transformer une partie du centre ville en zone piétonne dans un quadrilatère formé par la place Grenette, la halle Sainte-Claire, la place Notre-Dame et la place Saint-André et le Jardin de ville.

## Bâtiments remarquables et lieux de mémoire
- Place aux Herbes : ce lieu de commerce et d'échange est très ancien et il marque le carrefour entre la rue Lafayette, la rue Brocherie (qui conduit à la place Notre-Dame), la rue Renaudon (qui mène aux quais de l'Isère) et la rue du palais qui mène à la place Saint-André et le palais du parlement du Dauphiné.
- Carrefour de la rue Barnave : le lieu forme une petite place aménagée avec un banc entourant un arbre situé au centre du carrefour, lequel compte de nombreuses enseignes de restaurants.
- No 2 : entrée principale et vitrine de la librairie Notre-Dame, créée dans les années 1950[5].
- No 2bis : entrée principale centre commercial du Carré des Clercs et de la librairie Decitre (à l'angle avec la rue des Clercs).
- Carrefour de la rue Jean-Jacques-Rousseau : cette rue, très ancienne aux nombreux bâtiments historiques, qui traverse la rue Lafayette entre le No 8 et le No 10.
- No 3 : Librairie et Galerie Momie, enseigne grenobloise co-fondée en 1985 par l'auteur de bande dessinée Cric et spécialisée en BD et comics.
- No 5 : Ancien hôtel d'Herculais appartenant à la famille d'Allois[6].
- No 15 : vestige de cette muraille romaine, inscrit au titre des monuments historiques le 14 février 1957[7] est au carrefour de la rue Lafayette, de la galerie Sainte-Claire et de la rue de la République. Ce site qui reste le dernier témoignage visible de l'enceinte romaine de Gratianopolis est visible par tous les passants de la rue mais il est fermé par une grille[8].

## Galerie photos

Quelques photos de la rue Lafayette et de son secteur (mars 2021)
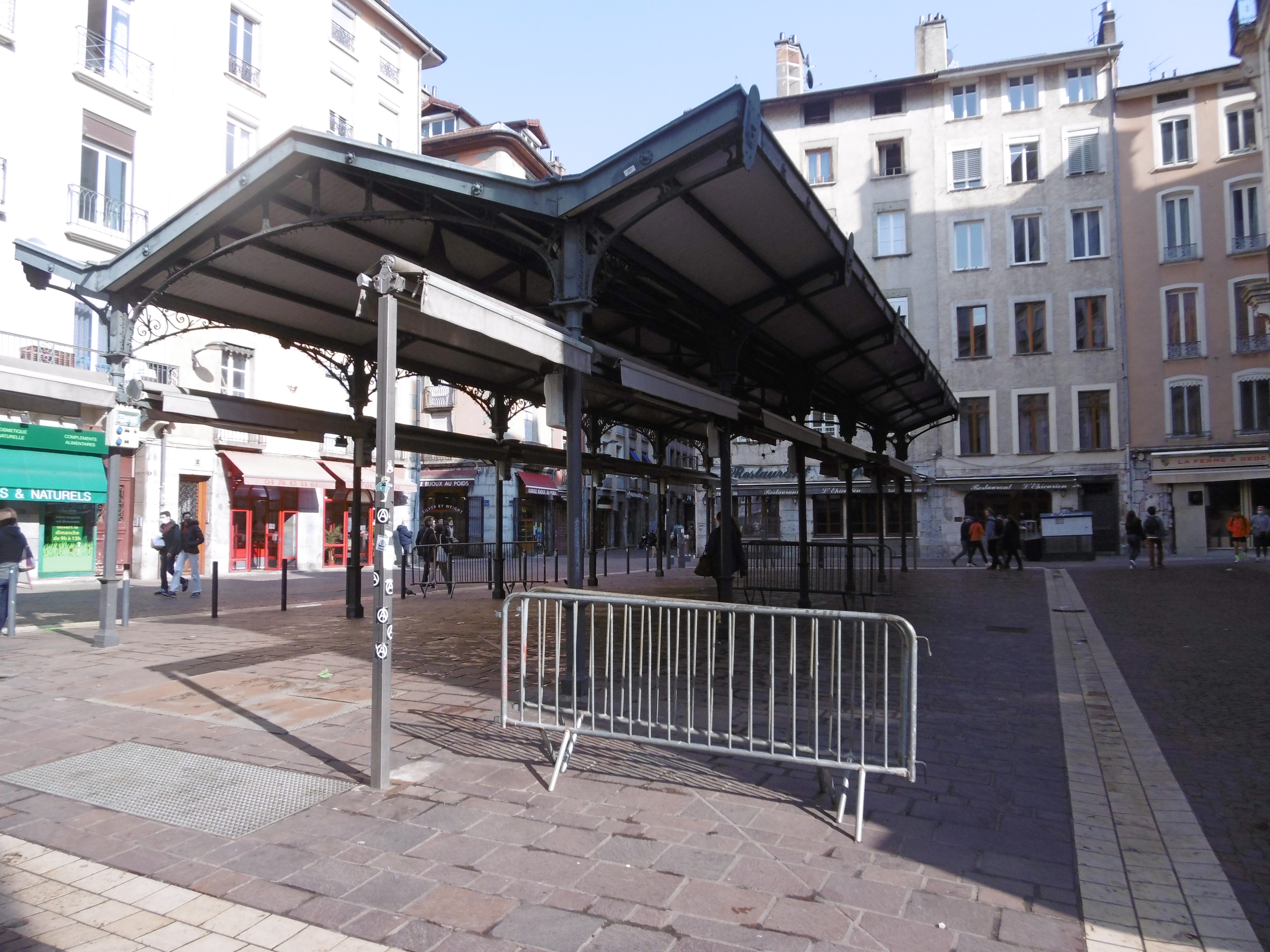
Place aux Herbes (en arrière plan, le débouché de la rue Lafayette)
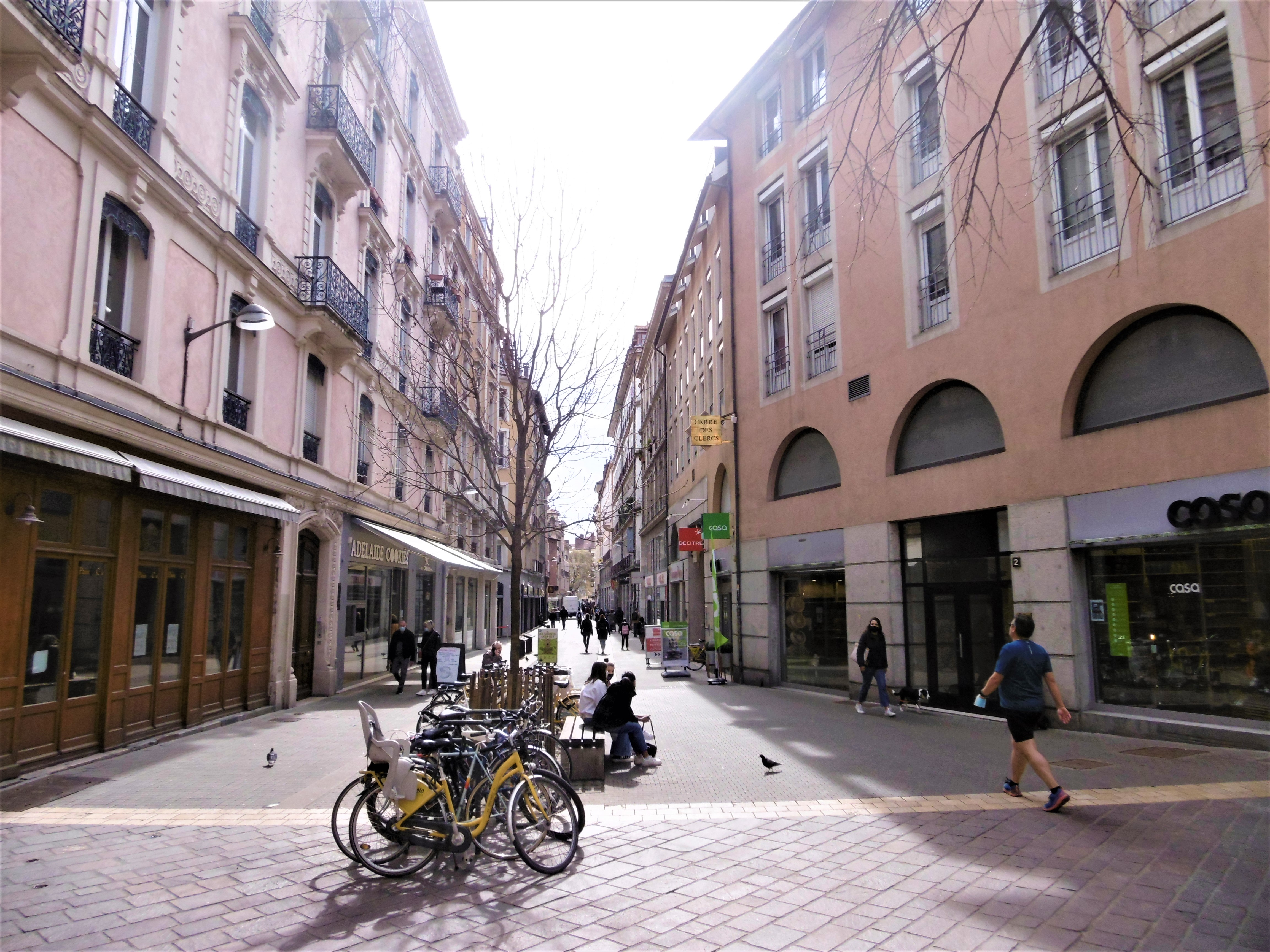
Entrée du carré des Clercs
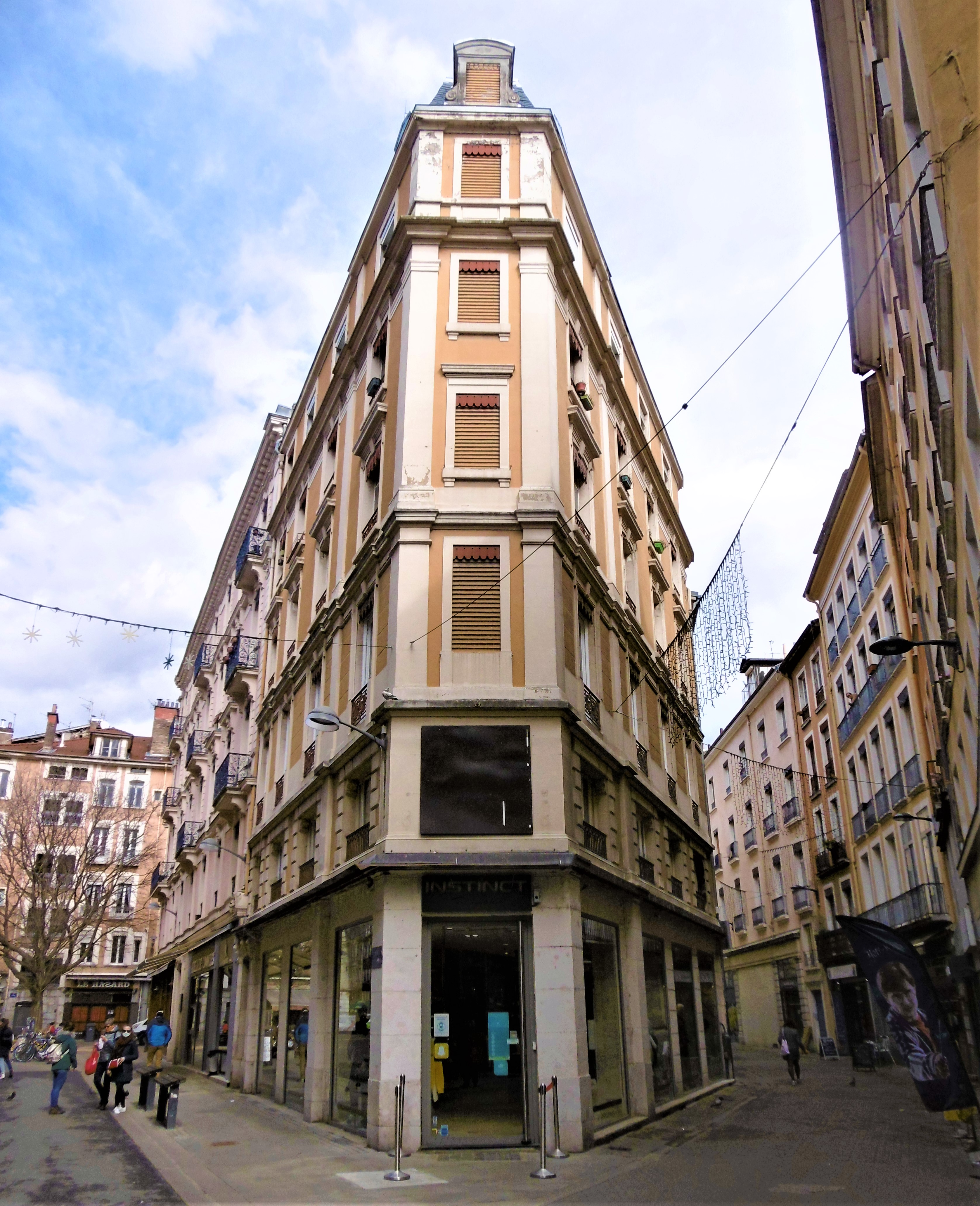
Angle de la rue Lafayette et de la rue des Clercs
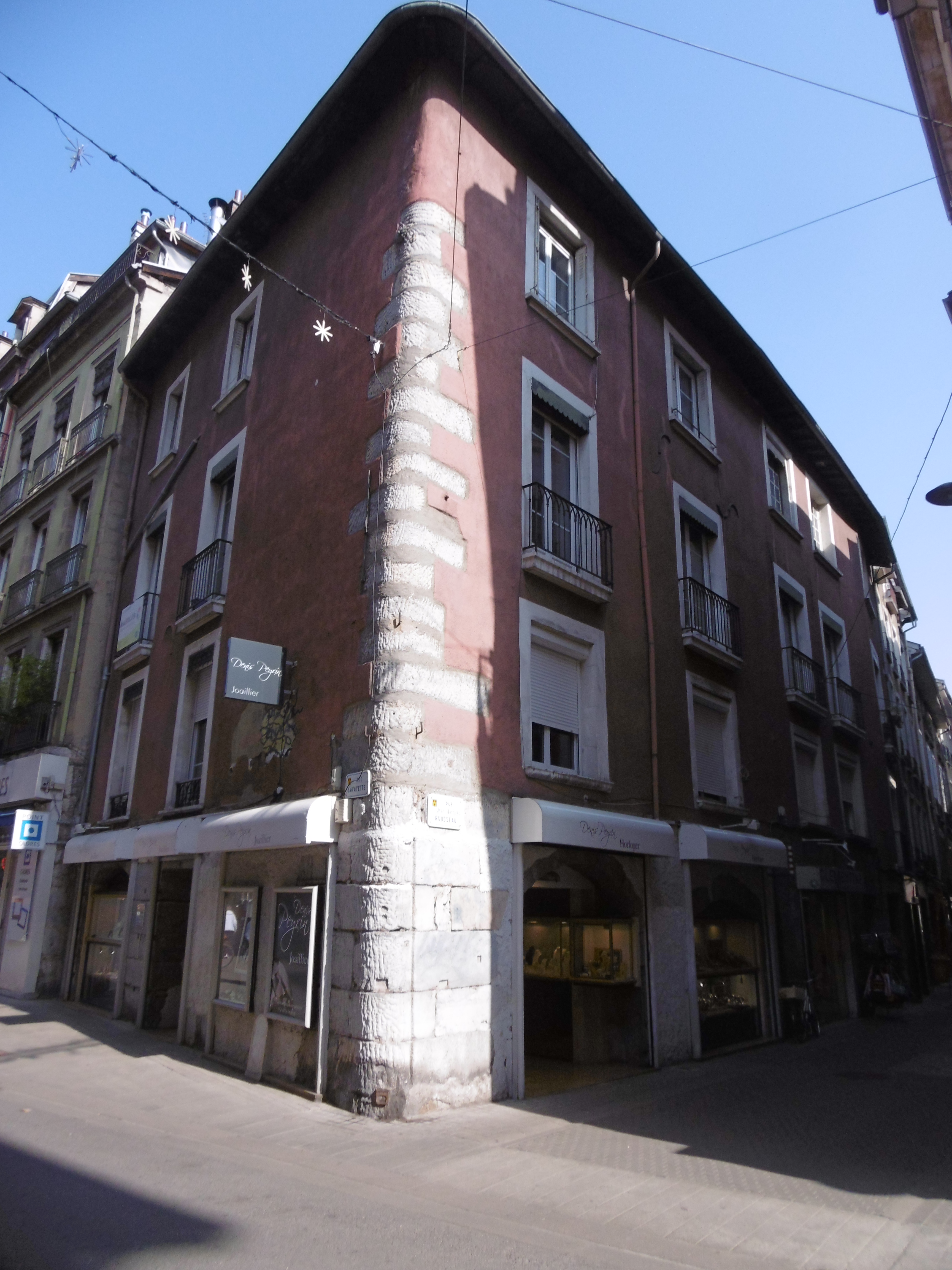
Carrefour de la rue Jean-Jacques Rousseau
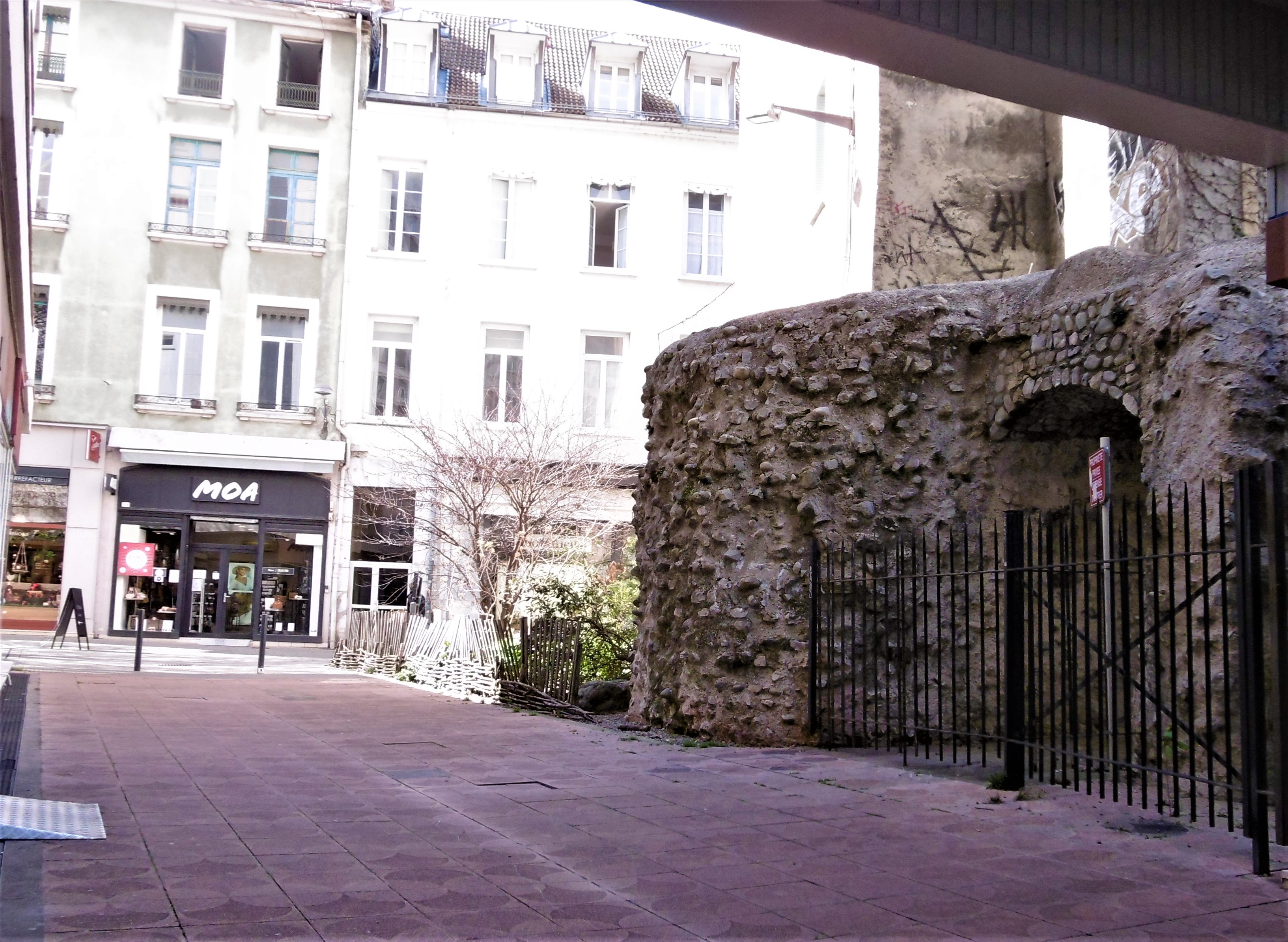
Mur romain près de la rue Lafayette
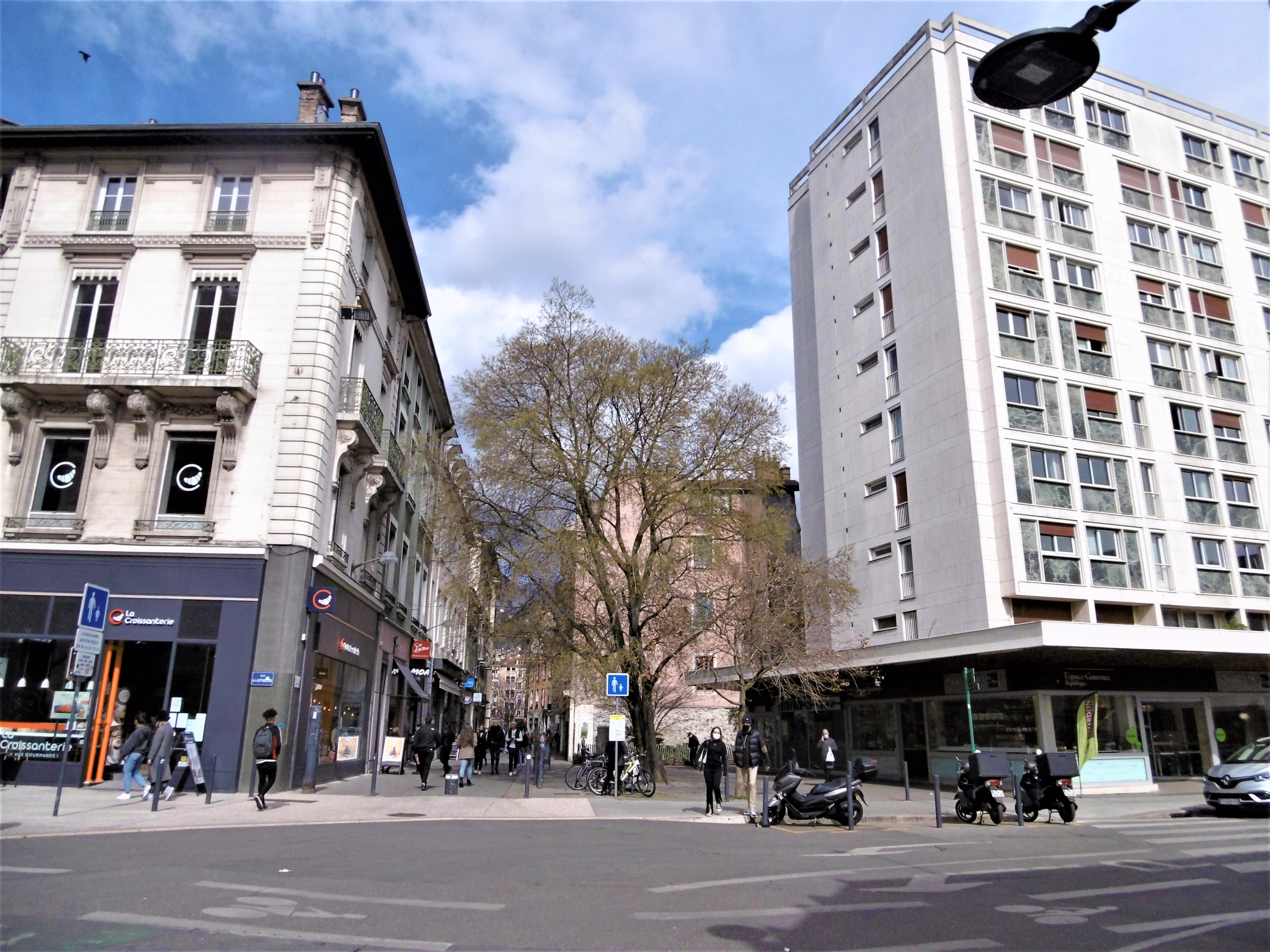
Carrefour de la rue de la République